# カドゥケウス ニューブラッド
カドゥケウス ニューブラッド（Trauma Center New Blood）は、2008年1月17日に株式会社アトラスから発売されたWii用ソフトである。ニンテンドーDSで発売された『超執刀 カドゥケウス』、同じくWiiで発売された『カドゥケウスZ 2つの超執刀』の続編に当たる。アメリカでは2007年11月20日に、ヨーロッパでは2008年11月7日に発売。

## 概要
ワイド表示（16:9）、プログレッシブ出力対応。
2007年に開催されたE3にて初めて存在が公表された。主な物語の舞台はアメリカとなったほか、二人で手術する協力プレイが追加されている。また、ニンテンドーWi-Fiコネクションにより、スコアランキングをユーザー同士で競うことができる。
前作と比較した場合難易度は若干高くなっており、Easyモードでも相当回数の試行錯誤を要するステージが存在している。その難易度と制作背景故に、ある程度コアなゲームユーザー向きの仕上がりとなっている。なお、本作は日本より先んじて北米で発売され、30万本以上のセールスヒットを記録した。
前作と異なり、本作では登場人物全員がフルボイスとなった。主なゲームシステムは前作とほぼ同じ仕様となっている。キャラクターデザインは前作と同様に土居政之が担当している。

## ストーリー
北アメリカ北極の地、アラスカ内陸の街「フェアバンクス」からほど近く、雄大な自然に囲まれ、人々が強く春の訪れを待つこの地に、街を見守る小さな老人のように「モンゴメリ記念病院」は建っていた。主人公のマーカス・ヴォーンとヴァレリー・ブレイロックはその小さな医療所で勤務していた。
ある日、何気ない日常の中で不意に電話が鳴り響く。そして、二人は運命の渦へと巻き込まれていく。

## 登場人物
マーカス・ヴォーン（声：小山力也）
主人公の一人。前作の主人公月森と同じように超執刀が使える。ちなみ手術に失敗すると月森と同じように失踪する。訳合って片田舎で働いている。
超執刀は「時間を遅らせる」。
ヴァレリー・ブレイロック（声：冬馬由美）
もう一人の主人公。彼女は途中から超執刀が使えるようになる。また超執刀中はバイタルが変化しない。彼女も月森と同じように失踪する。
超執刀は「バイタル固定」。
エレナ・サラザール（声：柚木涼香）
コンコルディアから派遣されてきた女性。
途中から看護師として追加される。
ロイド・ウィルケンズ（声：飯塚昭三）
アイリーン・クアトロ（声：高島雅羅）
ロバート・クロムウェル（声：麻生智久）
ジャスティン・エヴェレット（声：天田益男）
ルーク・ルソー（声：大塚芳忠）
嫌味な人物。
レスリー・ニューマン（声：小林沙苗）
ツジ・カナエ（辻 香奈枝）（声：明石香織）
日系人の女性。メガネをかけている。彼女の親戚が患者として登場する。
シンシア・カザコフ（声：能登麻美子）
マイルズ・フーヴァー（声：沢木郁也）
マーシー・ブルーム（声：佐藤しのぶ）
コウスケ・ツキモリ（月森 孝介）（声：近藤孝行）
途中で出てくる『超執刀 カドゥケウス』などの主人公。
ギルスのVRシミュレーターを作り、コンコルディアに持ってきた。
アンジュ・トネガワ（利根川 アンジュ）（声：川澄綾子）
月森孝介の看護師。途中で月森とともに出てくる。
レオナルド・ベロ（声：浜田賢二）
「ミラクル・サージェリー」にてマーカスたちと対決する医者。
ザカリア・キッドマン（声：かわのをとや）
ジョン・ポール・マーシー（声：桐井大介）
ガイ・デヴィッドソン（声：茶風林）
マスター・ヴァフシュティ（声：小杉十郎太）

## スタッフ
- 金田大輔（ディレクター）
- 土居政之（キャラクターデザイン）
- 磯貝正吾（シナリオ）
- 喜多條敦志、土屋憲一（コンポーザー）
- 池田高明（プログラマー）